# Пожарище (муниципальное образование «Климовское»)
Пожарище — деревня в Коношском районе Архангельской области. Входит в состав Климовского сельского поселения.

## География
Находится в юго-западной части Архангельской области на расстоянии приблизительно 39 км на запад-юго-запад по прямой от административного центра района поселка Коноша.

## История
В 1905 году здесь (деревня Кирилловского уезда Новгородской губернии) было учтено 14 дворов.

## Население
Численность населения: 77 человек (1905 год), 9 (русские 100 %) в 2002 году, 5 в 2010.